# Contea di Osage (Oklahoma)
La contea di Osage (in inglese Osage County) è una contea dello Stato dell'Oklahoma, negli Stati Uniti. La popolazione al censimento del 2000 era di 44 437 abitanti. Il capoluogo di contea è Pawhuska.

## Centri abitati
| - Avant - Barnsdall - Bartlesville - Burbank - Fairfax | - Foraker - Grainola - Hominy - Osage | - Pawhuska - Prue - Sand Springs - Shidler - Skiatook | - Tulsa - Webb City - Wynona |